# Bohdan Marconi

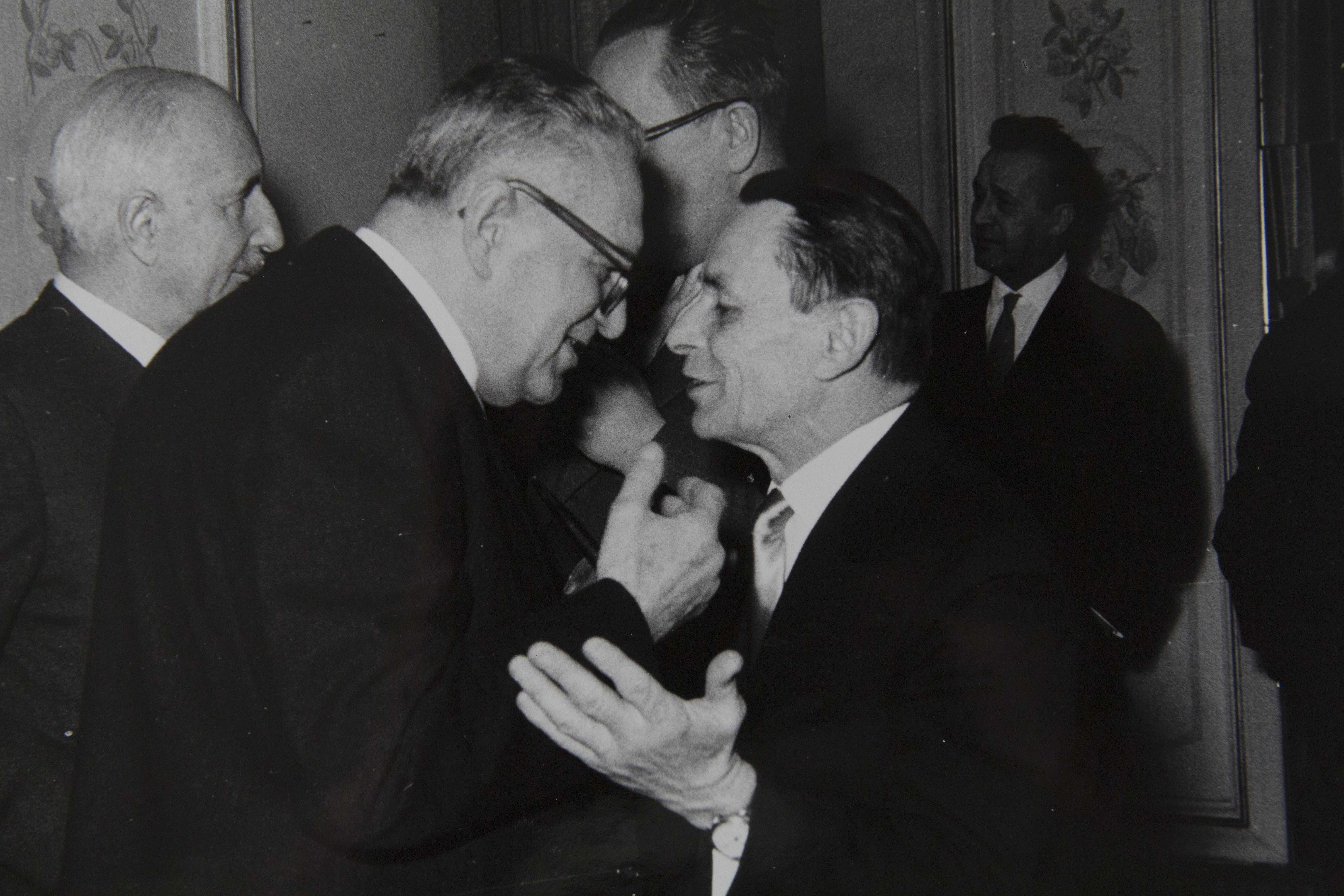
Bohdan Marconi i Armand Vetulani (po 1960)

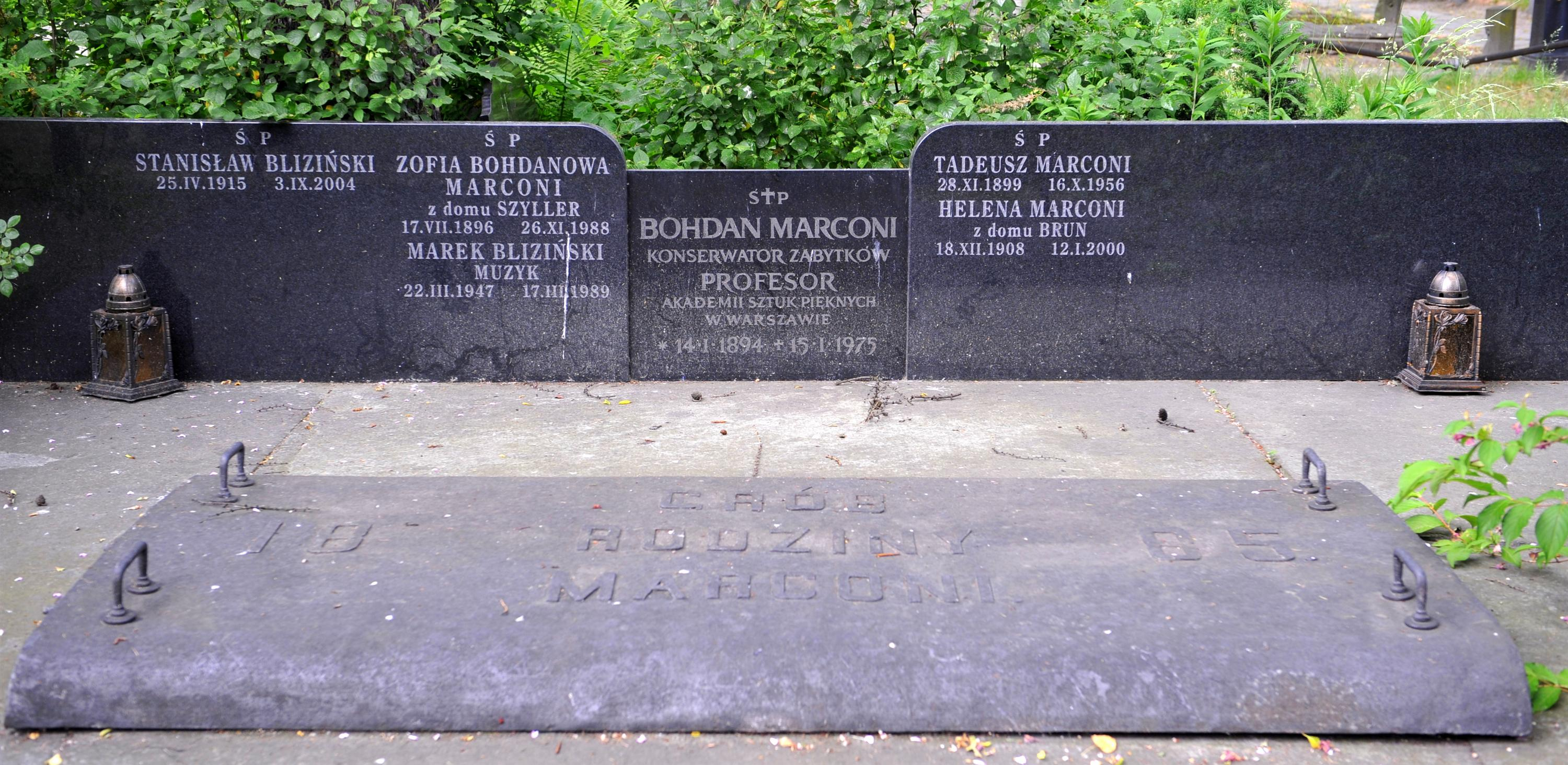
Grób Marconiego na cmentarzu ewangelicko-reformowanym w Warszawie

Bohdan Lucjan Marconi (ur. 14 stycznia 1894 w Warszawie, zm. 15 stycznia 1975 tamże) – polski konserwator malarstwa, profesor Akademii Sztuk Pięknych w Warszawie.

## Życiorys
Wnuk Henryka Marconiego, syn Władysława i Kazimiery Eleonory z Kolbergów (1858–1934). Miał trzy siostry: Janinę Eleonorę (1881–1883), Eleonorę Jadwigę (1887–1887), Halinę Marię (1888–1952), żonę Stanisława Łozy, i czterech braci: Stanisława (1883–1883), Karola Władysława (1884–1953), Kazimierza (1890–1992) i Tadeusza Adolfa (1899–1956). Po ukończeniu szkoły średniej wyjechał na studia w konserwatorium w Berlinie (skrzypce). W 1914 r. rozpoczął studia malarskie w Académie des Beaux-Arts w Paryżu, które kontynuował w latach 1916–1919 w Szkole Sztuk Pięknych w Warszawie pod kierunkiem Miłosza Kotarbińskiego i Wojciecha Kossaka. W 1917 r. koncertował w Filharmonii Narodowej w Warszawie.
W 1918 r. wstąpił do wojska i w czasie wojny polsko-bolszewickiej walczył na froncie litewsko-białoruskim. Ukończył Szkołę Podchorążych Piechoty i Szkołę Podchorążych Wojsk Samochodowych. 22 września 1922 objął stanowisko rysownika, potem konserwatora-restauratora w Muzeum Narodowym w Warszawie w pracowni konserwacji malarstwa, gdzie pracował aż do 1951 r.
W czasie okupacji niemieckiej brał udział w nieudanej próbie ratowania plafonów z Zamku Królewskiego w Warszawie. Podczas burzenia Warszawy przez wojska niemieckie po upadku powstania warszawskiego przebywał w gmachu Muzeum Narodowego, gdzie był świadkiem dokonywanych przez żołnierzy grabieży i zniszczeń obiektów muzealnych. Jego wojenne wspomnienia zostały opublikowane w zbiorze jego esejów O sztuce konserwacji. W 1947 r. został mianowany profesorem Akademii Sztuk Pięknych, gdzie uczył konserwacji malarstwa.
Szczególnie cenne są tzw. teki i rolki Marconiego, dotyczące obrazów przyjętych przez niego do konserwacji przed i po wojnie, co pozwoliło m.in. na sporządzenie rejestru obrazów zniszczonych i zaginionych w czasie II wojny światowej.
W 1950 r. został laureatem Państwowej Nagrody Artystycznej III stopnia w dziale plastyki za całokształt twórczości, a w szczególności za konserwację obrazu Bitwa pod Grunwaldem Matejki.
Od 8 maja 1919 jego żoną była Zofia z Szyllerów (1896–1988), stenotypistka Sejmu RP. Mieli dwie córki oraz dwóch wnuków, w tym Marka Blizińskiego, muzyka. Córka Zofia Bronisława Blizińska (1921–2012) była  konserwatorem malarstwa sztalugowego i ściennego.
Zmarł w Warszawie, spoczął w grobowcu rodzinnym obok rodziców i brata na cmentarzu ewangelicko-reformowanym w Warszawie (kwatera I-6-4).

## Ordery i odznaczenia
- Order Sztandaru Pracy I klasy
- Krzyż Komandorski Orderu Odrodzenia Polski (11 lipca 1955)[5]
- Krzyż Oficerski Orderu Odrodzenia Polski (29 października 1947)[6]
- Złoty Krzyż Zasługi (dwukrotnie: po raz pierwszy 18 czerwca 1938[7])
- Medal 10-lecia Polski Ludowej (19 stycznia 1955)[8]
- Krzyż Orderu Korony Włoch (Włochy, 1938)